# 잇폰기촌
잇폰기촌(一本木村)은 아오모리현 히가시쓰가루군에 있던 촌이다.

## 지리
북쪽의 일부가 쓰가루 해협에 접했다.

## 연혁
- 1889년 4월 1일 - 정촌제 시행에 의해 히가시쓰가루군 잇폰기촌이 촌제를 시행해, 잇폰기촌이 성립하였다.
- 1955년 3월 31일 - 히가시쓰가루군 이마베쓰촌과 합병해, 이마베쓰정이 되어 소멸하였다.

## 참고문헌
- 『市町村名変遷辞典』東京堂出版、1990年。
- 『東奥年鑑』1954年版「職員録」。
- 『青森県市町村合併誌』青森県総務部地方課、1961年。